# Низькі Городці
Низькі Городці (біл. Ні́зкі Гарадзе́ц, трансліт.: Nizki Haradziec, рос. Низкий Городец) — агромістечко у складі Волоської сільської ради, Толочинський район, Вітебська область, Білорусь.
До 17 жовтня 1962 року село входило у склад Волосівської сільської ради, до 7 червня 1966 року — у складі Ридамльської сільської ради.